# 姚宪
姚宪（1119年—1178年），字令则，绍兴府嵊县（今浙江省嵊州市）人。南宋大臣，宋孝宗时参知政事。
乾道八年（1172年）中进士。姚宪历任权户部侍郎、工部侍郎。乾道九年（1173年）十二月，担任签书枢密院事。淳熙元年（1174年）四月，担任参知政事。同年六月，言官弹劾姚宪与台臣詹亢宗等通谋陷害曾怀，夺其相位，宋孝宗下诏姚宪罢职。为端明殿学士在外宫观。之后责居南康军。后起知江陵府（今湖北省荆州市）。淳熙五年（1178年），姚宪去世。